# Ernstige psychische aandoening
Het begrip ernstige psychische aandoening, ook ernstige psychiatrische aandoening en afgekort als EPA, is een afgebakende standaardterm binnen de geestelijke gezondheidszorg. Het begrip is overgenomen van het Engelse "serious (ook: severe) mental illness" (SMI).

## Definitie
Internationaal verschillen de afbakeningen van het begrip licht. Een Nederlandse consensusgroep, samengesteld uit een brede waaier van specialisten, kwam op basis van een internationaal literatuuronderzoek tot een duidelijke afbakening van het begrip EPA:
- Er moet sprake zijn van een psychische aandoening waarvoor zorg of behandeling nodig is. Het gaat met andere woorden niet om personen met enkel symptomen in remissie
- Er zijn ernstige beperkingen in het sociaal of maatschappelijk functioneren
- Deze beperkingen zijn het gevolg van de psychiatrische stoornis
- De psychische aandoening is niet van voorbijgaande aard, maar is ten minste enkele jaren aanwezig
- Er is gecoördineerde professionele hulp nodig

Patiënten in remissie kunnen toch beschouwd worden als EPA-patiënten als het risico voor recidief aanwezig blijft en blijvende opvolging aangewezen is. Wanneer een patiënt 5 jaar in remissie is (symptomatisch en functioneel), wordt het risico op terugval als laag ingeschat, zodat de betrokkene niet meer tot de EPA-groep wordt gerekend.

## Specifieke diagnoses
Soms wordt het begrip ernstige psychische aandoening voorbehouden voor psychotische stoornissen, doch dit is niet volgens de definitie. Meerdere psychiatrische diagnosen kunnen onder de term vallen. Schizofrenie valt in ongeveer 90% van de gevallen onder EPA, andere psychosespectrumstoornissen in ongeveer 60%, bipolaire stoornis in 40%, persoonlijkheidsstoornissen, pervasieve ontwikkelingsstoornissen en druggebruik in 30%, alcoholmisbruik, depressie en angststoornissen in ongeveer 10% van de gevallen.

## Prevalentie
In 2012 was ongeveer 6% van de volwassenen in Nederland in begeleiding bij de geestelijke gezondheidszorg. Ongeveer 1,5% had een ernstige psychische stoornis; dit komt overeen met ongeveer 160.000 personen.

## Belang van het begrip
Mensen met een ernstige psychische aandoening lopen op verschillende terreinen hogere risico's dan anderen en hebben langdurig specifieke begeleiding en ondersteuning nodig. Zo hebben ze een hoger risico op verslavingsproblemen in combinatie met een andere stoornis. Deze mensen hebben ook een sterk verhoogd risico op problemen op vlak van werken, wonen en andere levensgebieden. Projecten als "Mensen met mogelijkheden" streven er onder meer naar om mensen met een ernstige psychische aandoening toch werk te kunnen bieden. Het project ontwikkelde hiervoor een multidisciplinaire richtlijn "Werk en ernstige psychische aandoeningen". Omdat zorgmijding een reëel risico vormt ontwikkelde de Nederlandse Inspectie voor de Gezondheidszorg normen voor hulpverlening aan deze groep en onderzocht de toepassing ervan. Heel wat gemeenten bleken in 2013 hieraan nog niet te voldoen. Ook in andere landen, zoals de Verenigde Staten, blijkt adequate zorg bieden aan deze doelgroep al vele jaren een probleem.
Om opvolging van EPA-patiënten te verbeteren, wordt routine outcome monitoring aanbevolen. Er wordt aanbevolen om systematische opvolging te doen van de psychiatrische symptomen (via enkele items van de HoNOS, PANSS of BPRS), van verslaving, somatiek en algemeen functioneren (via de HoNOS of CANSAS), de zorgbehoeften (via de CANSAS), de levenskwaliteit (via de MANSA of de Lancaster Quality of Life Scale) en de tevredenheid met de zorg (via de GGZ-thermometer of de CSQ).